# بطولة الأمم الرئيسية 1883
بطولة الأمم الرئيسية 1883 هو الموسم 1 من  بطولة الأمم الستة. كان عدد الأندية المشاركة فيه  4، وفاز فيه منتخب إنجلترا الوطني لاتحاد الرغبي.